# Hyphaene guineensis
Hyphaene guineensis är en enhjärtbladig växtart som beskrevs av Heinrich Christian Friedrich Schumacher och Peter Thonning. Hyphaene guineensis ingår i släktet Hyphaene och familjen Arecaceae. Inga underarter finns listade i Catalogue of Life.